# オロモウツの聖三位一体柱
オロモウツの聖三位一体柱（チェコ語:Sloup Nejsvětější Trojice v Olomouci）は、チェコのモラヴィア地方オロモウツにあるバロック様式のモニュメントである。2000年にユネスコの世界遺産に登録された。

## 概要
高さは35メートル、最上部には銅に金めっきをほどこした三位一体の像、その下には聖母の被昇天の像、その他聖人像やレリーフなどで飾られ、最下層には礼拝堂がある。
三十年戦争が終結し、スウェーデンによる占領状態が解かれて再建されたオロモウツには、聖三位一体柱をはじめとしたバロック建築の建造物群が作られた。
聖三位一体柱は1716年、石工ヴァーツラフ・レンダーの指揮および出資によって建設が始められたもので、レンダーの没後も職人たちが引き継いで1754年に完成させた。献堂式にはマリア・テレジアとその夫の神聖ローマ皇帝フランツ1世が臨席している。

## 登録経緯
1997年に周辺の聖母マリア記念柱や噴水群とともに登録申請されたが認められなかった。そのため、聖三位一体柱のみを対象に再申請を行ない、2000年に登録された。

## 登録基準
この世界遺産は世界遺産登録基準のうち、以下の条件を満たし、登録された（以下の基準は世界遺産センター公表の登録基準からの翻訳、引用である）。
- (1) 人類の創造的才能を表現する傑作。
- (4) 人類の歴史上重要な時代を例証する建築様式、建築物群、技術の集積または景観の優れた例。

## ギャラリー

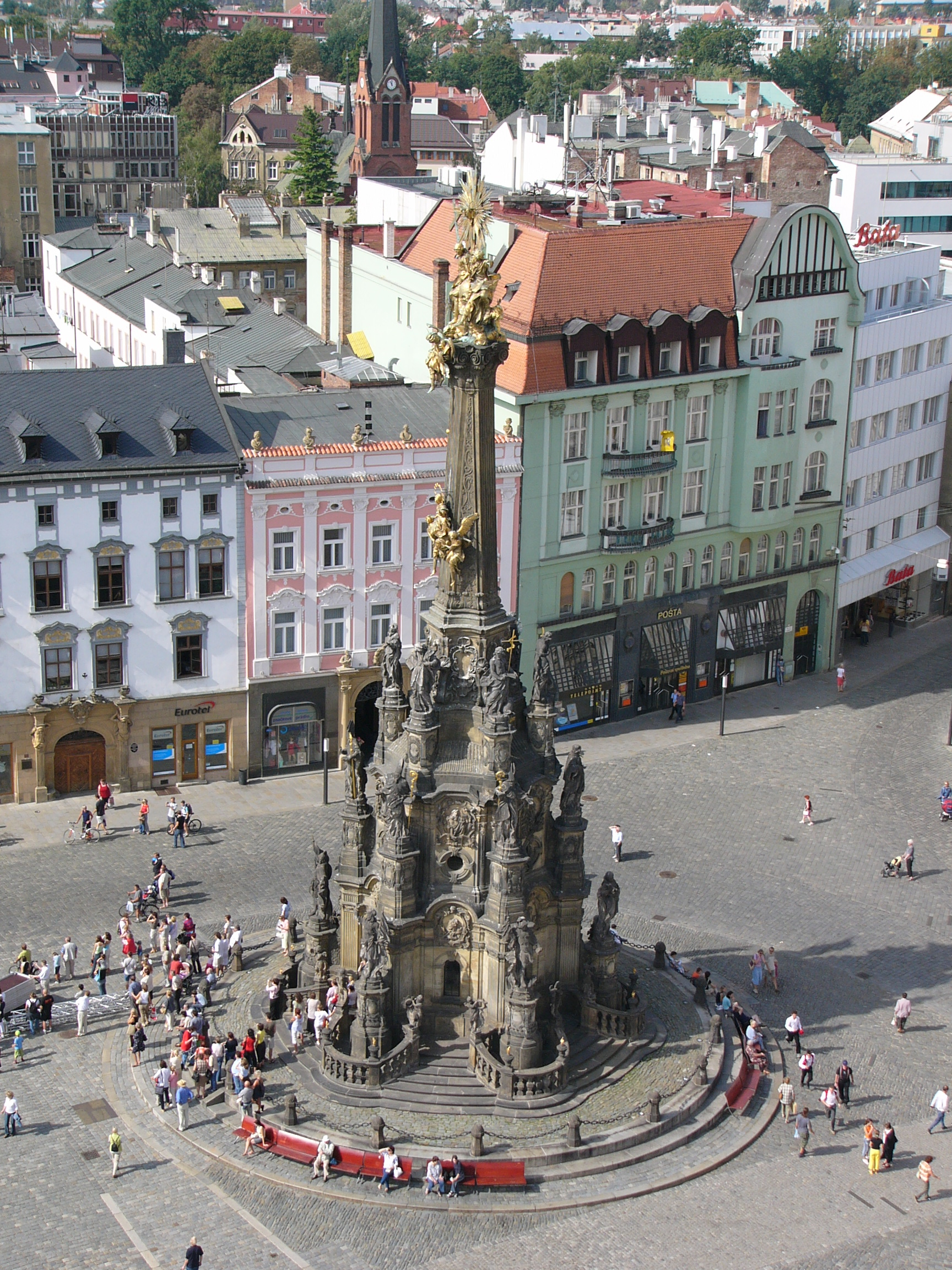
外観
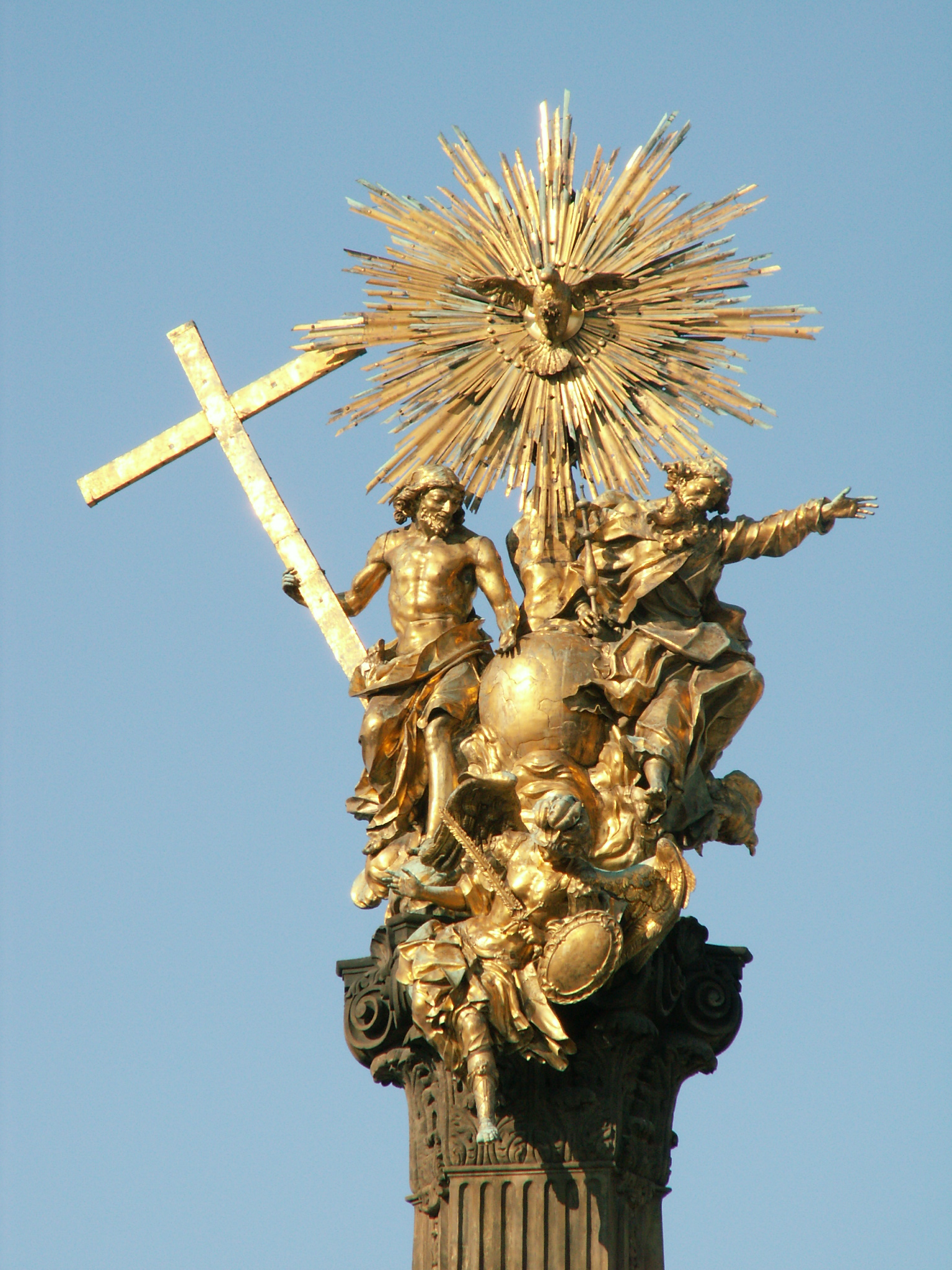
三位一体
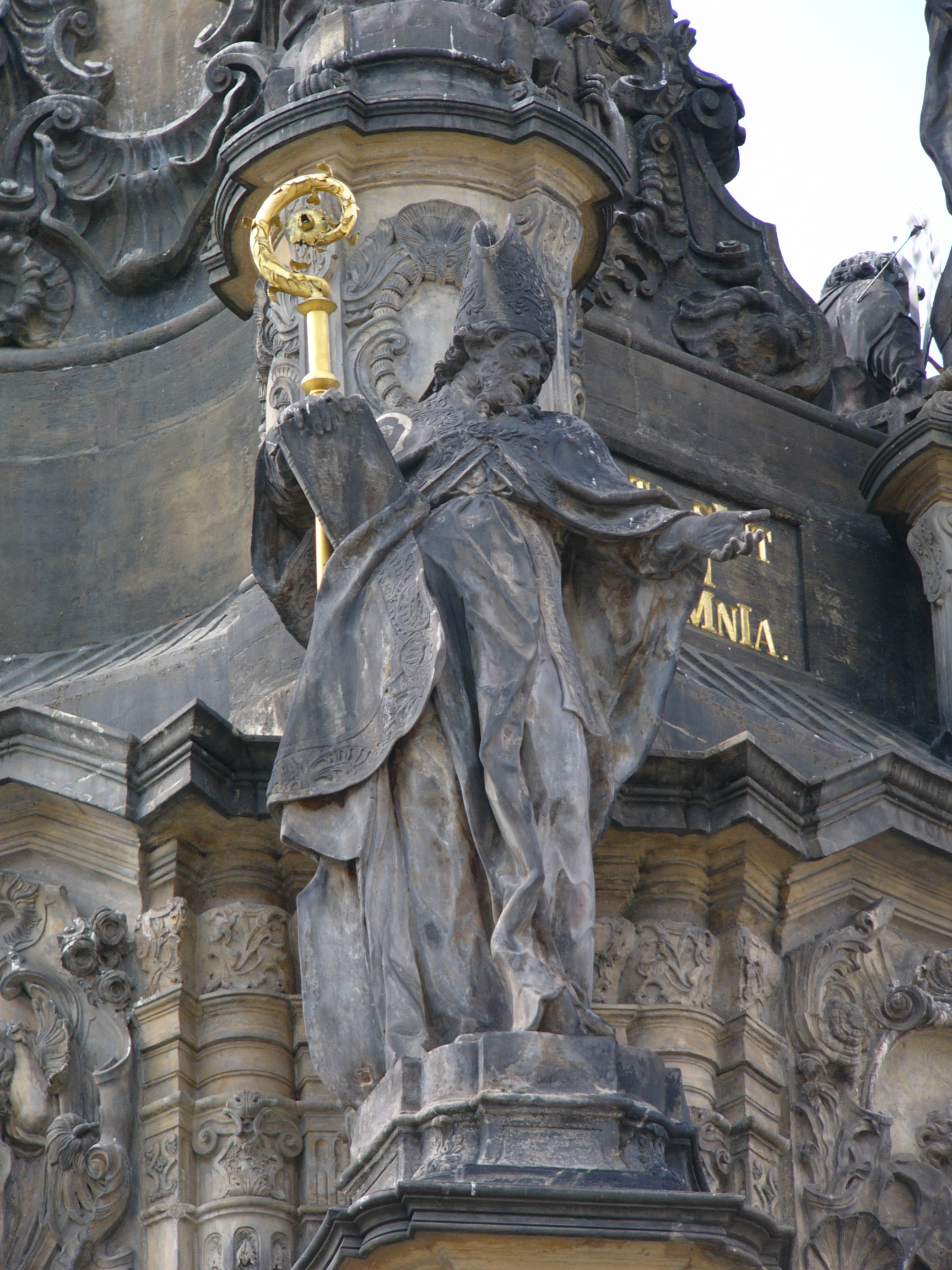
プラハの聖アダルベルト
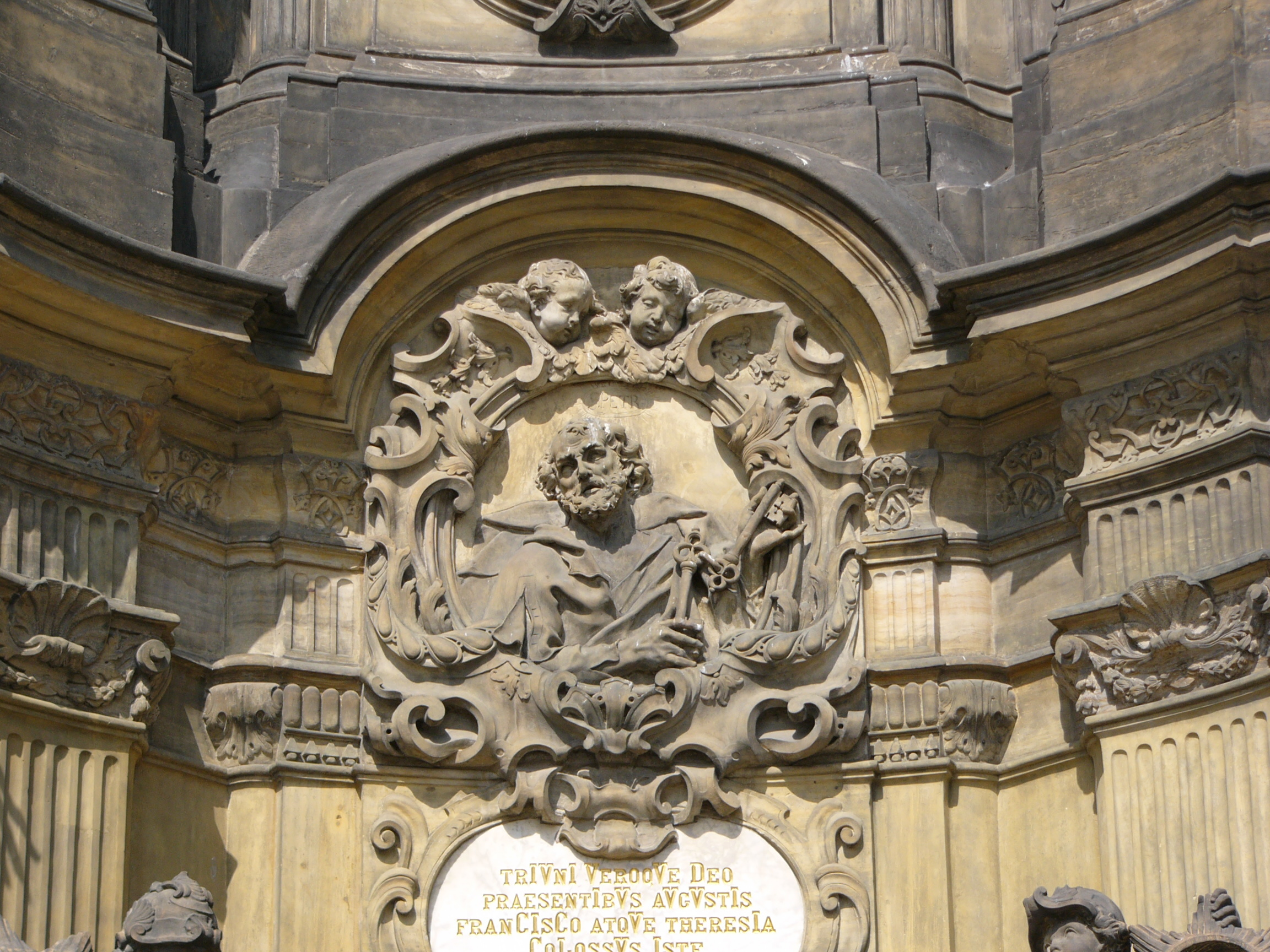
聖ペテロ
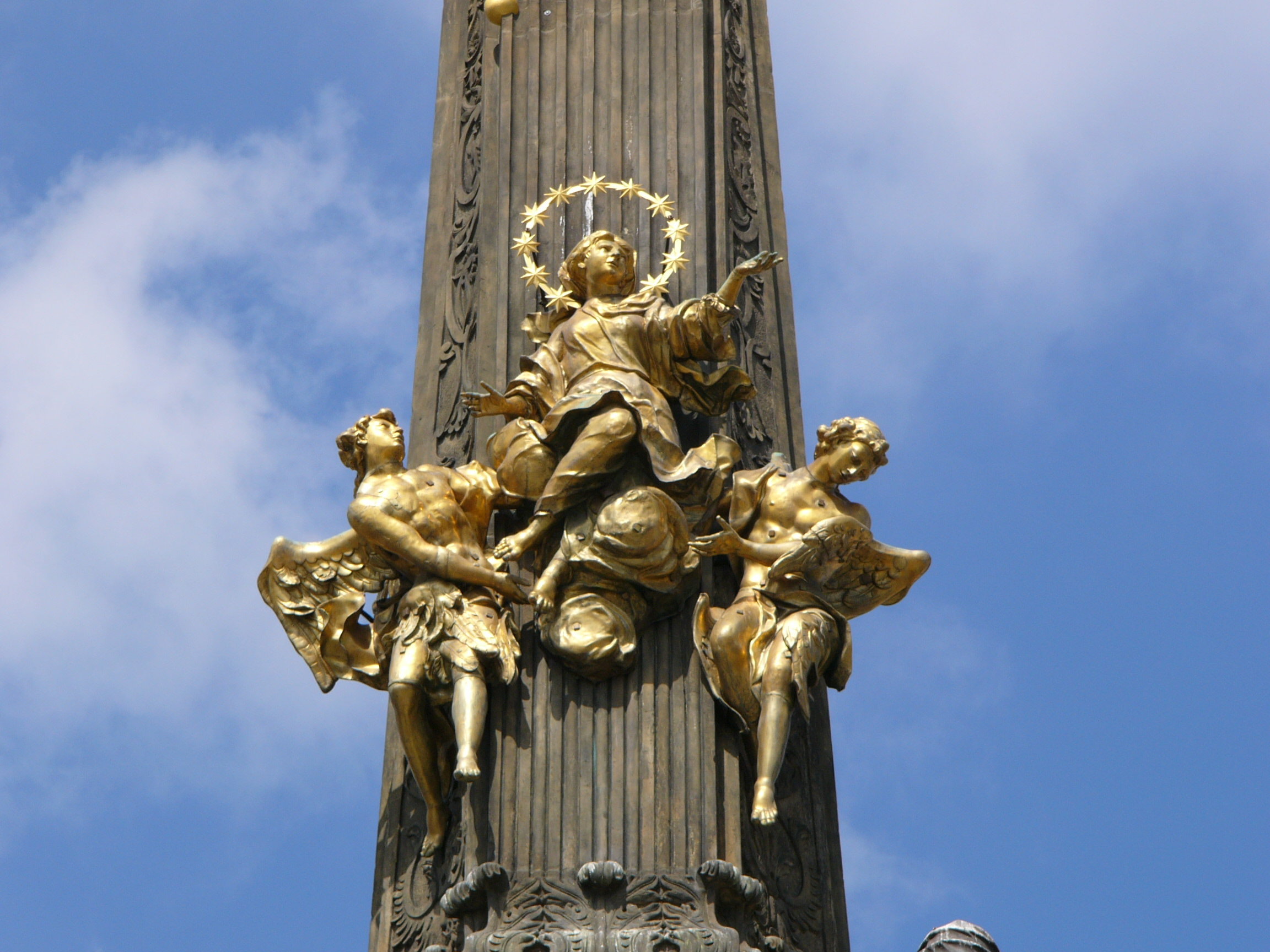
聖母の被昇天
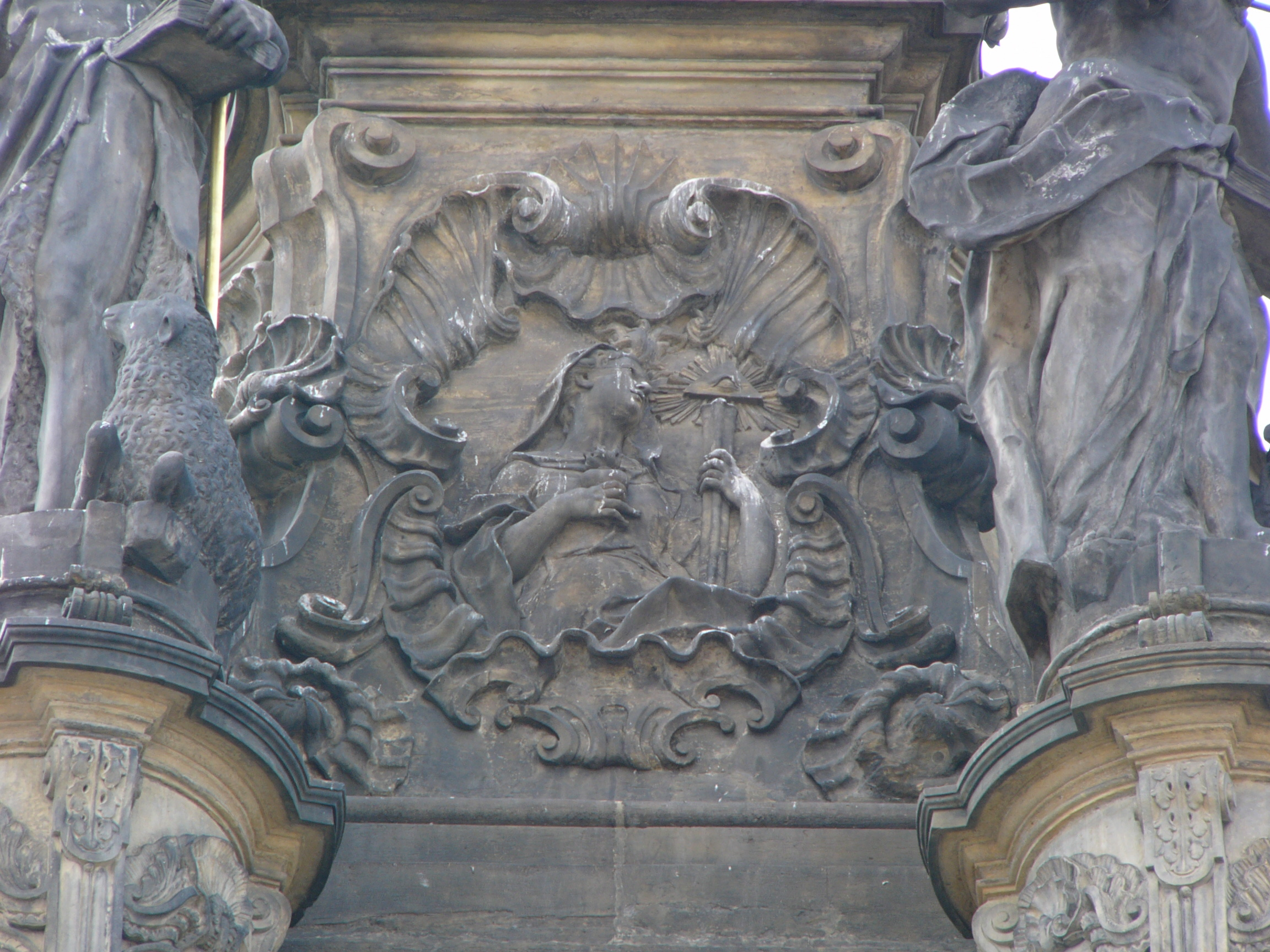
愛の寓意（プロビデンスの目が彫られている）
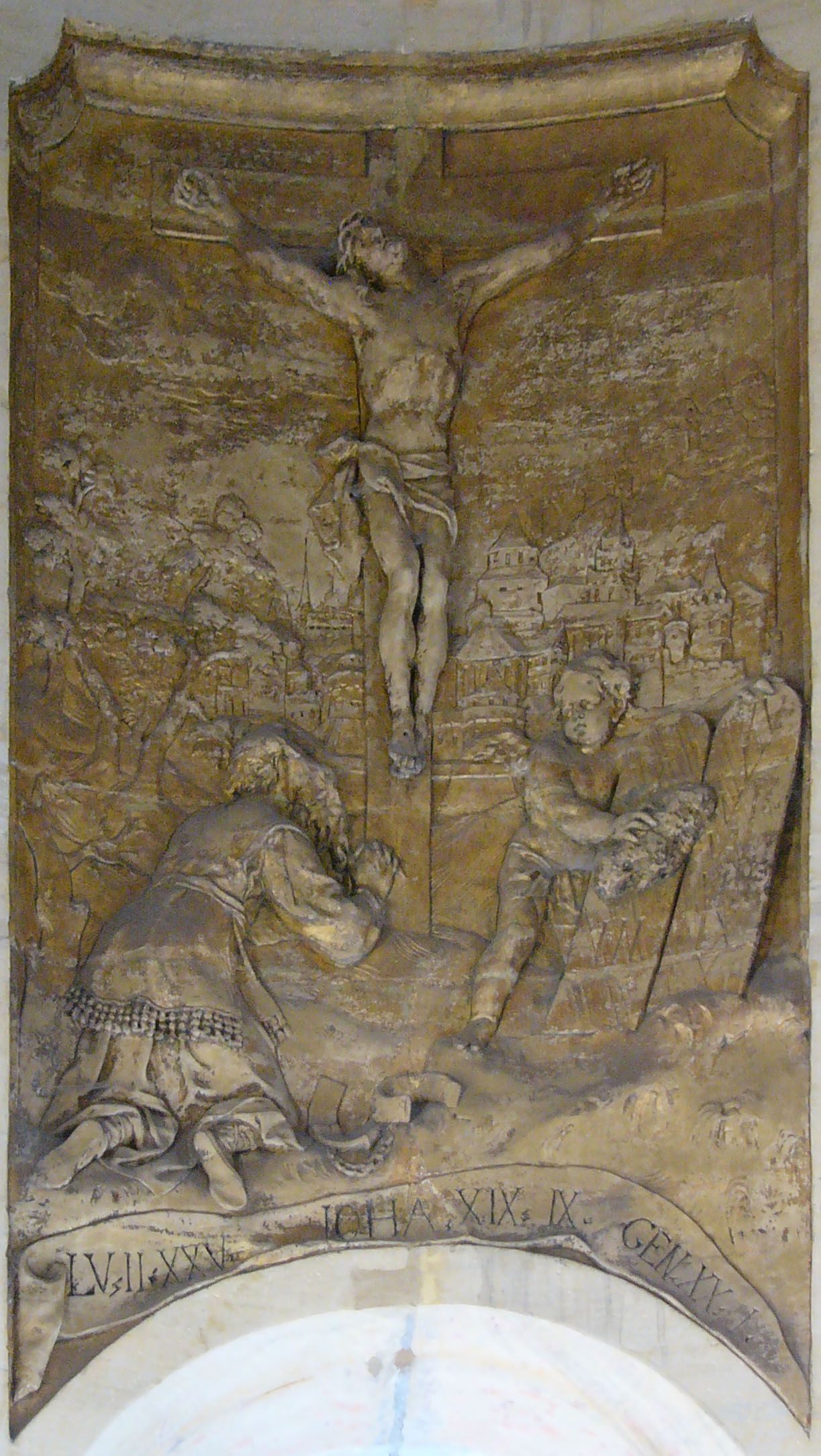
礼拝堂のレリーフ